# Liste der denkmalgeschützten Objekte in Ardning
Die Liste der denkmalgeschützten Objekte in Ardning enthält die 14 denkmalgeschützten, unbeweglichen Objekte der Gemeinde Ardning im steirischen Bezirk Liezen in Österreich.

## Denkmäler
| Foto |                 | Denkmal                                                                                 | Standort                              | Beschreibung | Metadaten |
| ---- | --------------- | --------------------------------------------------------------------------------------- | ------------------------------------- | --- | --- |
| ja   | Datei hochladen | Brandl-Kapelle HERIS-ID: 81660 Objekt-ID: 95439                                         | Ardning Standort KG: Ardning          | | BDA-Hist.: Q38176287 Status: § 2a Stand der BDA-Liste: 2025-06-30 Name: Brandl-Kapelle GstNr.: 2060/38                                                               |
| ja   | Datei hochladen | Kath. Pfarrkirche hl. Johannes der Täufer und Friedhof HERIS-ID: 50966 Objekt-ID: 56496 | Ardning Standort KG: Ardning          | → Hauptartikel : Filialkirche Ardning f1 | BDA-Hist.: Q27950937 Status: § 2a Stand der BDA-Liste: 2025-06-30 Name: Kath. Pfarrkirche hl. Johannes d. T. und Friedhof GstNr.: .47, 107, 102 Filialkirche Ardning |
| ja   | Datei hochladen | Bosrucktunnel-Südportal HERIS-ID: 23038 Objekt-ID: 19386                                | Ardning Standort KG: Ardning          | Das Portal ist Teil des Bosruck-Eisenbahntunnels der Pyhrnbahn von Linz nach Selzthal. Die Quader für beide Portale sind aus dolomitischem Kalkstein und stammen aus einem Steinbruch an der Nordseite des Tunnels. Das Nordportal liegt in Spital am Pyhrn. | BDA-Hist.: Q75561110 Status: Bescheid Stand der BDA-Liste: 2025-06-30 Name: Bosrucktunnel-Südportal GstNr.: 2173/3                                                   |
| ja   | Datei hochladen | Kriegerdenkmal HERIS-ID: 81665 Objekt-ID: 95444                                         | nahe Ardning 1 Standort KG: Ardning   | | BDA-Hist.: Q38176307 Status: § 2a Stand der BDA-Liste: 2025-06-30 Name: Kriegerdenkmal GstNr.: 106                                                                   |
| ja   | Datei hochladen | Aufnahmsgebäude Ardning und WC-Anlage HERIS-ID: 81622 Objekt-ID: 95400                  | Ardning 21 Standort KG: Ardning       | Das Aufnahmsgebäude liegt an der um 1900 erbauten Pyhrnbahn. Anmerkung: Die WC-Anlage befindet sich östlich des Bahnhofsgebäudes. | BDA-Hist.: Q38176167 Status: Bescheid Stand der BDA-Liste: 2025-06-30 Name: Aufnahmsgebäude Ardning und WC-Anlage GstNr.: .257, .256 Bahnhof Ardning                 |
| ja   | Datei hochladen | Bauernhaus HERIS-ID: 81629 Objekt-ID: 95407                                             | Ardning 58 Standort KG: Ardning       | | BDA-Hist.: Q38176178 Status: § 2a Stand der BDA-Liste: 2025-06-30 Name: Bauernhaus GstNr.: .77                                                                       |
| ja   | Datei hochladen | Mariensäule HERIS-ID: 81669 Objekt-ID: 95448                                            | Frauenberg Standort KG: Ardning       | | BDA-Hist.: Q38176327 Status: § 2a Stand der BDA-Liste: 2025-06-30 Name: Mariensäule GstNr.: 1815                                                                     |
| ja   | Datei hochladen | Kalvarienberg HERIS-ID: 81670 Objekt-ID: 95449                                          | Frauenberg Standort KG: Ardning       | | BDA-Hist.: Q38176336 Status: § 2a Stand der BDA-Liste: 2025-06-30 Name: Kalvarienberg GstNr.: .145, 2151 Calvary Frauenberg                                          |
| ja   | Datei hochladen | Waldkapelle HERIS-ID: 81671 Objekt-ID: 95450                                            | Frauenberg Standort KG: Ardning       | | BDA-Hist.: Q38176352 Status: § 2a Stand der BDA-Liste: 2025-06-30 Name: Waldkapelle GstNr.: 1815                                                                     |
| ja   | Datei hochladen | Friedhof christlich HERIS-ID: 81672 Objekt-ID: 95452                                    | Frauenberg Standort KG: Ardning       | | BDA-Hist.: Q38176356 Status: § 2a Stand der BDA-Liste: 2025-06-30 Name: Friedhof christlich GstNr.: 1857 Friedhof Frauenberg                                         |
| ja   | Datei hochladen | Pfarrhof HERIS-ID: 81668 Objekt-ID: 95447                                               | Frauenberg 1 Standort KG: Ardning     | | BDA-Hist.: Q38176317 Status: § 2a Stand der BDA-Liste: 2025-06-30 Name: Pfarrhof GstNr.: .140 Pfarrhof Frauenberg                                                    |
| ja   | Datei hochladen | Wallfahrtskirche Mariä Opferung HERIS-ID: 51047 Objekt-ID: 56604                        | Frauenberg 1 Standort KG: Ardning     | → Hauptartikel : Wallfahrtskirche Frauenberg an der Enns f1 | BDA-Hist.: Q1382841 Status: § 2a Stand der BDA-Liste: 2025-06-30 Name: Wallfahrtskirche Mariä Opferung GstNr.: .141 Wallfahrtskirche Frauenberg                      |
| ja   | Datei hochladen | Fürbittglocke HERIS-ID: 98144 Objekt-ID: 114033                                         | bei Frauenberg 1 Standort KG: Ardning | Diese Glocke wurden 1444 in der Werkstätte von Anton Mitter aus Judenburg hergestellt. | BDA-Hist.: Q37771460 Status: § 2a Stand der BDA-Liste: 2025-06-30 Name: Fürbittglocke GstNr.: .140 Fürbittglocke Ardning                                             |
| ja   | Datei hochladen | Pflegeheim St. Benedikt, ehem. Maria Monika-Heim HERIS-ID: 51046 Objekt-ID: 56602       | Frauenberg 3 Standort KG: Ardning     | | BDA-Hist.: Q38043402 Status: § 2a Stand der BDA-Liste: 2025-06-30 Name: Pflegeheim St. Benedikt, ehem. Maria Monika-Heim GstNr.: 1855, 1850 Pflegeheim St. Benedikt  |

## Ehemalige Denkmäler
| Foto |                 | Denkmal                   | Standort                     | Beschreibung | Metadaten |
| ---- | --------------- | ------------------------- | ---------------------------- | --- | --- |
| ja   | Datei hochladen | Mödringer-Brücke bis 2010 | Ardning Standort KG: Ardning | Die alte Holzbrücke wurde am 18. Juli 2010 durch Treibholzstau beschädigt, musste in der Folge abgerissen und durch einen Neubau ersetzt werden. Anmerkung: Die Mödringer-Brücke überquert die Enns, die hier die Gemeindegrenze zu Admont bildet. | WD-Item: fehlt! Status: § 2a Stand der BDA-Liste: 2010-06-22 Name: Mödringer-Brücke GstNr.: 2166/3, 2166/45, 2067/14 Mödringerbrücke |